# Candona facetus
Candona facetus är en kräftdjursart som beskrevs av Magali Delorme 1970. Candona facetus ingår i släktet Candona och familjen Candonidae. Inga underarter finns listade.